# 태장초등학교 축구부
태장초등학교 축구부(영어: Taejang Elementary School Football Club)는 대한민국 강원특별자치도 원주시에 있는 초등학교 축구부이다. 태장초등학교가 운영하는 축구부로, 1986년에 창단 되었다.

## 참고 자료
- “KFA 통합경기정보 시스템”. 대한축구협회.

## 같이 보기
- 태장초등학교